# Haßloch
Haßloch è un comune della Renania-Palatinato, in Germania.
Appartiene al circondario (Landkreis) di Bad Dürkheim (targa DÜW).